# BMW серија 3
BMW серија 3 је компактни аутомобил средње класе који производи немачки произвођач аутомобила BMW од маја 1975. године. Наследник је серије 02 и производи се у седам различитих генерација.

## Историјат
Серија 3 је једна од најпопуларнијих и најдуговечнијих серија у историји BMW-а. Добро прихваћен модел постоји од 1975. године, а од 2019. године лансирао је седму генерацију серије 3 (G20).
Прва генерација серије 3 била је доступна само као лимузина са двоја врата, али се распон модела од тада проширио и на седан са четворо врата, кабриолет са двоја врата, купе са двоја врата, караван са петоро врата, лифтбек (Gran Turismo) са пет врата и хечбек са троја врата. Од 2013. године, модели купе и кабриолет пласирани су као серија 4, па стога серија 3 више не укључује ове стилове каросерије.
Серија 3 је најпродаванији модел BMW-а, који чини око 30 одсто годишње продаје марке BMW (без мотоцикала). До 2019. године широм света је продато преко 15 милиона примерака серије 3. BMW серије 3 је освајао бројне награде током своје историје.
М верзија серије 3, М3, представљена је први пут 1986. године као Е30 М3.

## Генерације
1. BMW серија 3 (E21)
2. BMW серија  3 (E30)
3. BMW серија 3 (E36)
4. BMW серија 3 (E46)
5. BMW серија 3 (E90)
6. BMW серија 3 (F30)
7. BMW серија 3 (G20)

## Галерија
- BMW E21
- BMW E30
- BMW E36
- BMW E46
- BMW E90
- BMW F30
- BMW G20